# Casa arhitectului V. A Voițehovschi (Soroca)
Casa arhitectului V. A Voițehovschi este o clădire amplasată pe str. Turghenev, 1 în Soroca, Republica Moldova. Este un monument istoric de importanță națională inclus în Registrul monumentelor Republicii Moldova ocrotite de stat cu nr. 2590 (raionul Soroca). Datează de la înc. sec. XIX.